# Żabianka-Wejhera-Jelitkowo-Tysiąclecia
Żabianka-Wejhera-Jelitkowo-Tysiąclecia – dzielnica administracyjna Gdańska położona nad Zatoką Gdańską.

## Położenie
Dzielnica jest położona w północnej części Gdańska nad Potokiem Oliwskim. Leży w mezoregionie Pobrzeże Kaszubskie. Od północy graniczy z Sopotem a dokładniej z osiedlem Karlikowo. Od wschodu osiedle oblewają wody Zatoki Gdańskiej. Od południa graniczy z dzielnicami Przymorze Wielkie i Przymorze Małe, od zachodu z Oliwą.

## Podział dzielnicy
- Jelitkowo – obszar we wschodniej części dzielnicy położony nad Zatoką Gdańską. Kąpielisko morskie, ośrodki wypoczynkowe i park.
- Osiedle Tysiąclecia – obszar mieszkaniowy, niska zabudowa blokowa, osiedle domów jednorodzinnych.
- Osiedle Wejhera – obszar mieszkaniowy z wielopiętrowymi blokami oraz osiedle domów jednorodzinnych.
- Żabianka – obszar mieszkalny w zachodniej części osiedla z kilkuklatkowymi i wielopiętrowymi blokami. Wybudowane zostało w latach 1972–1975. Ostatni budynek został postawiony w 1992. Ograniczone jest Potokiem Oliwskim i ulicami: Gospody, Rybacką oraz Subisława.

## Obiekty
- Park Jelitkowski
- Park Przymorze
- Ergo Arena
- Kościół Matki Bożej Fatimskiej
- Kościół Chrystusa Odkupiciela

## Transport
Głównymi ulicami osiedla są ul. Pomorska i ul. Chłopska. Biegną wzdłuż nich linie tramwajowe do Śródmieścia przez Oliwę bądź przez Zaspę. Tory tramwajowe kończą się na pętli Jelitkowo.
Na granicy z Oliwą znajduje się przystanek szybkiej kolei miejskiej Gdańsk Żabianka-AWFiS.

## Rada Dzielnicy

### Kadencja 2024–2029[2][3][4][5]
- Przewodnicząca Zarządu Dzielnicy 
  - Anna Wiśniewska
- Przewodnicząca Rady Dzielnicy 
  - Joanna Rutkowska

### Kadencja 2019–2024[6]
- Przewodnicząca Zarządu Dzielnicy 
  - Anna Wiśniewska
- Przewodniczący Rady Dzielnicy 
  - Łukasz Michalewski

### Kadencja 2015–2019[7]
- Przewodniczący Zarządu Dzielnicy 
  - Bogusław Zandrowicz (2018–2019)
  - Łukasz Bejm (2015–2018)[8][9]
- Przewodniczący Rady Dzielnicy 
  - Andrzej Malinowski (2018–2019 jako zastępca Przewodniczącego Rady)
  - Bogusław Zandrowicz (2015–2018)

### Kadencja 2011–2015[10][11]
do 1 czerwca 2014 jako Rada Osiedla
- Przewodnicząca Zarządu Dzielnicy 
  - Małgorzata Szymańska
- Przewodnicząca Rady Dzielnicy 
  - Maria Cholewińska

## Galeria

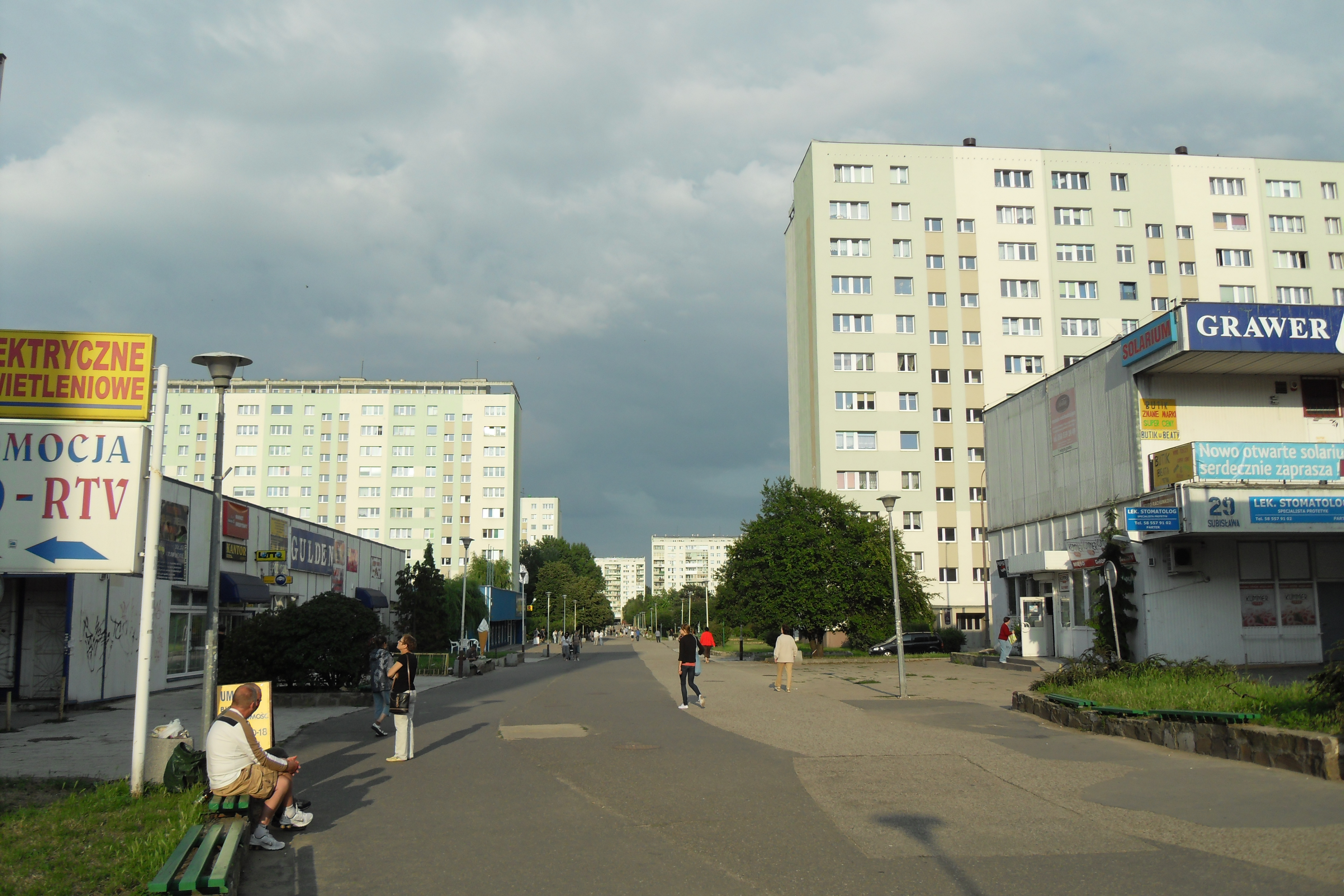
Deptak na Żabiance
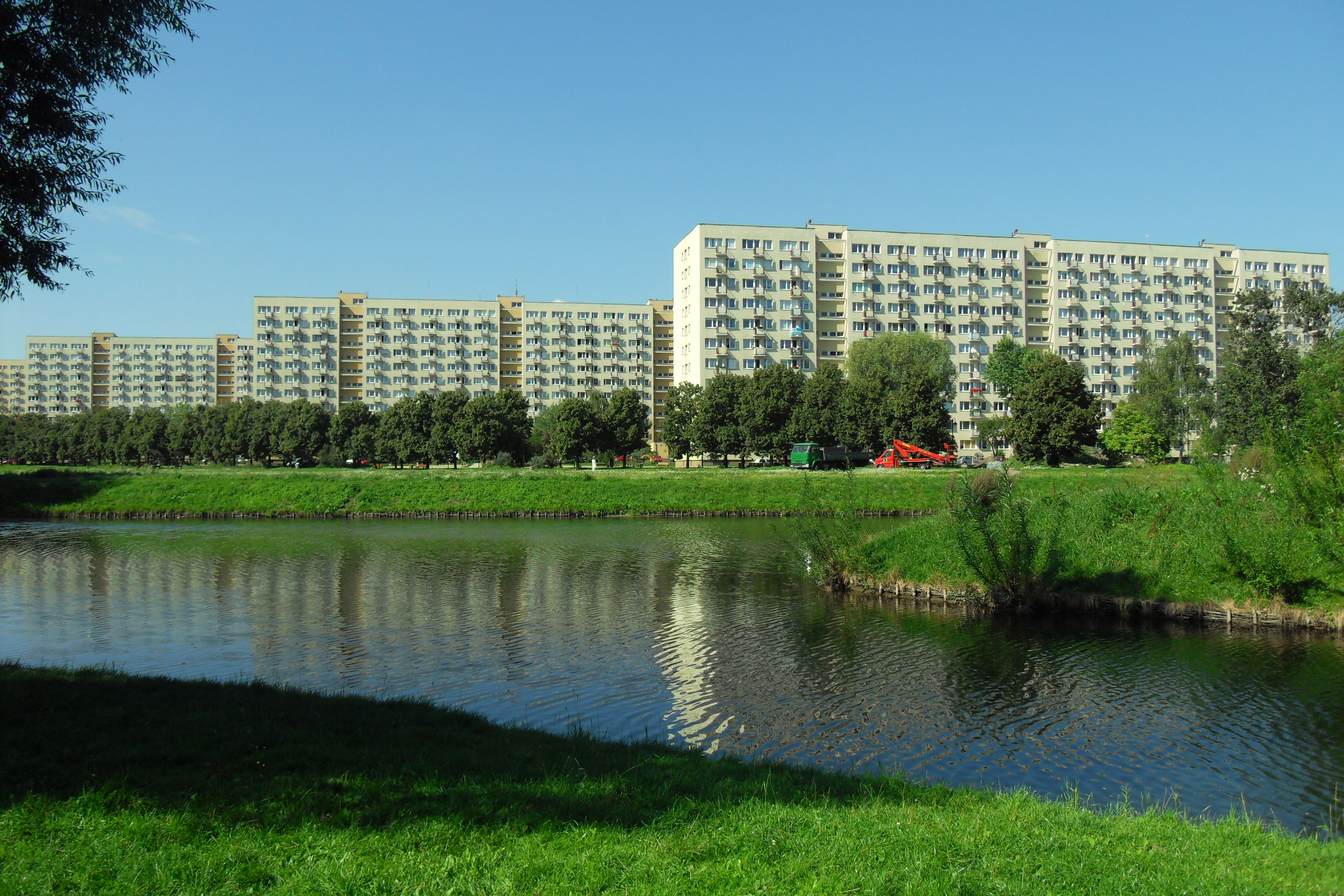
Żabianka i Potok Oliwski
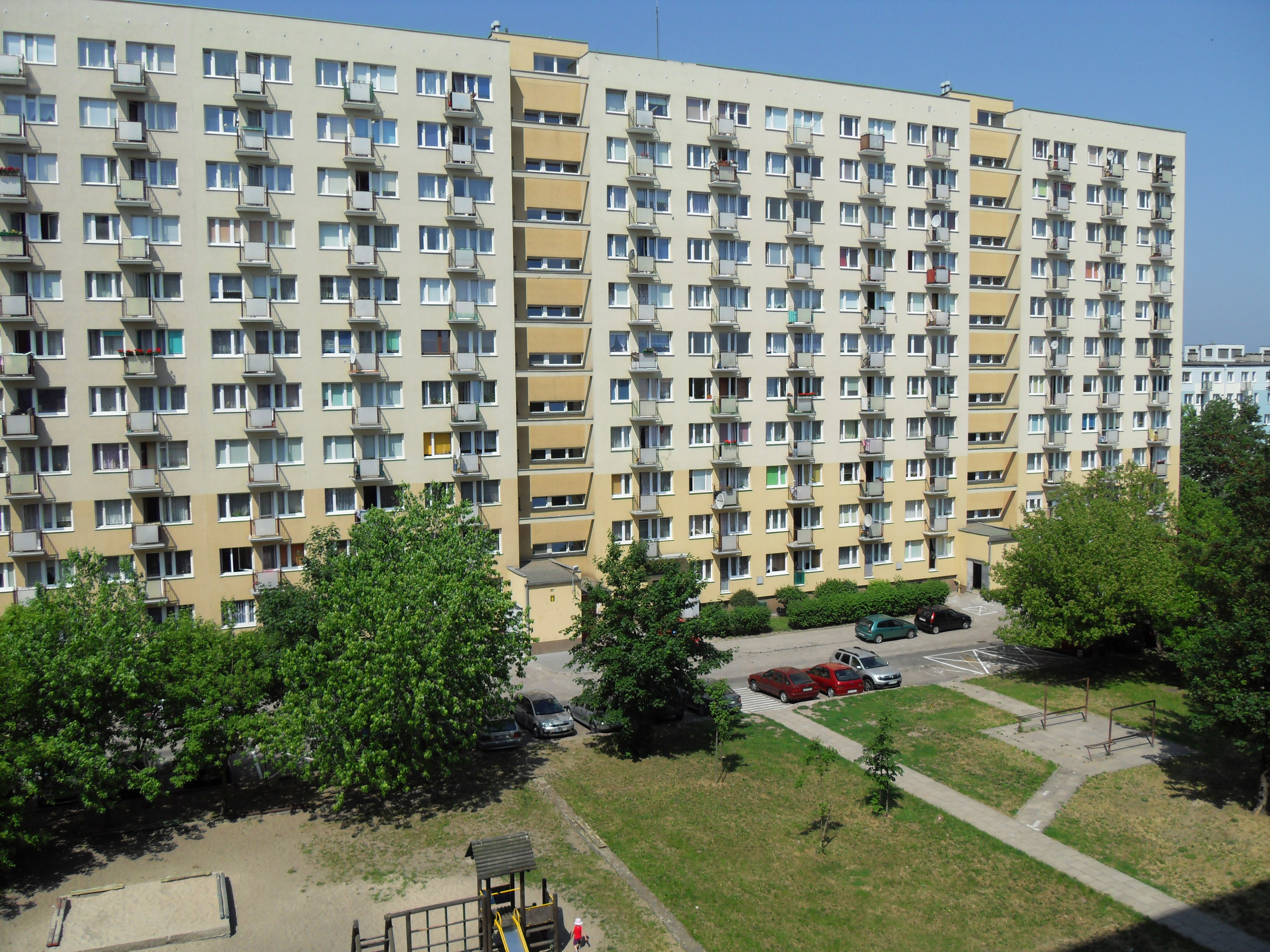
Osiedle Wejhera
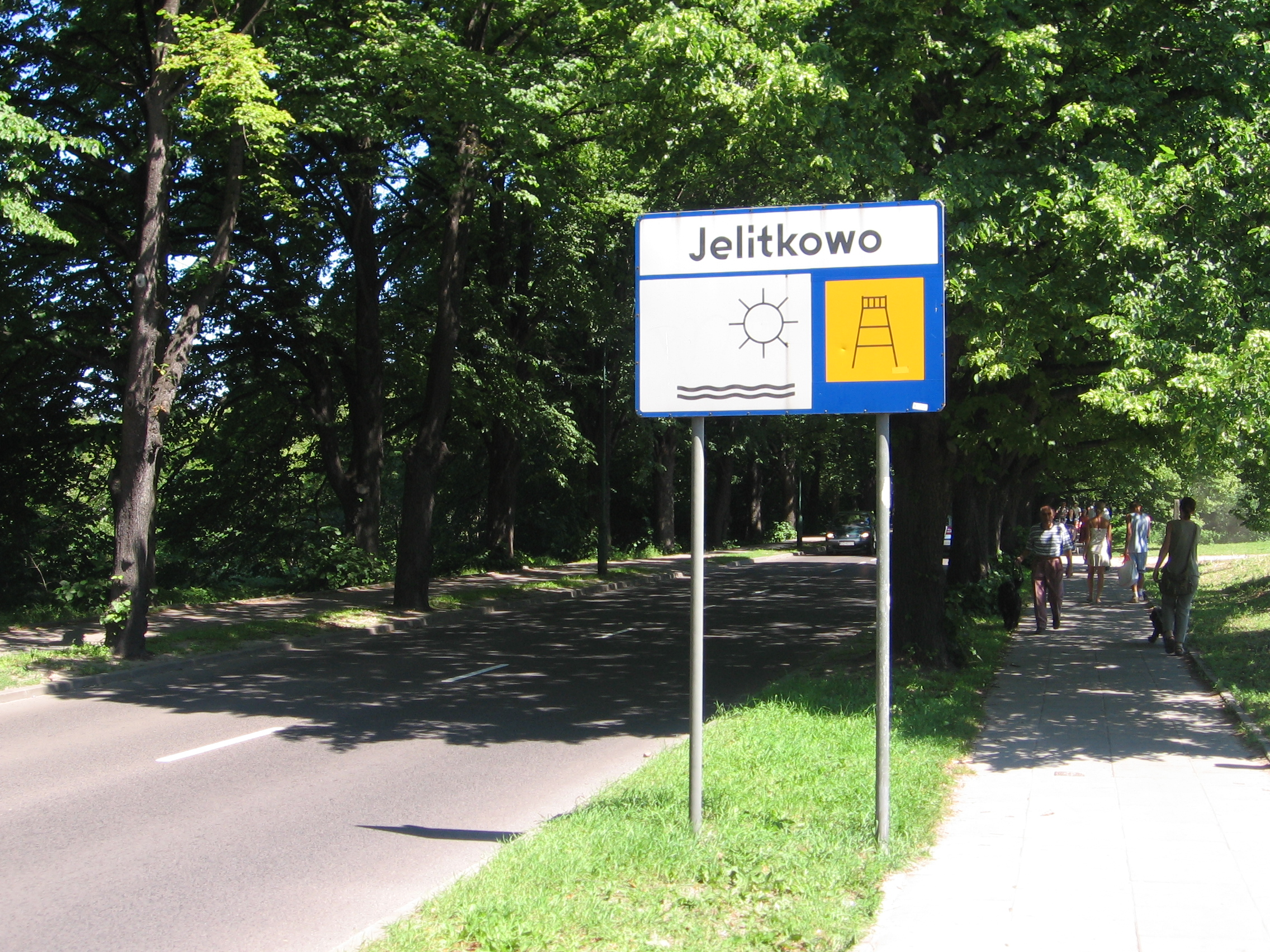
Jelitkowo
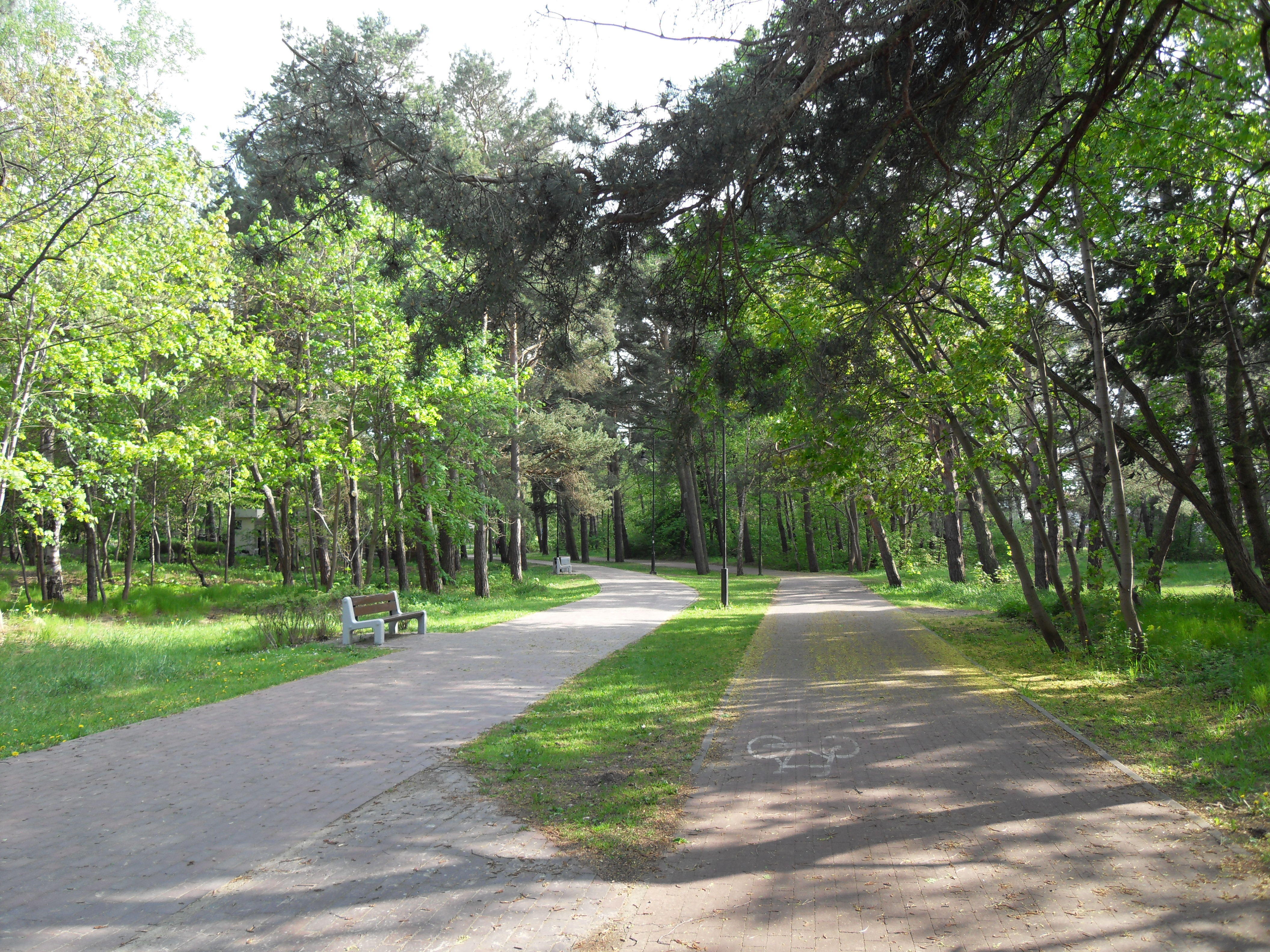
Park Jelitkowski
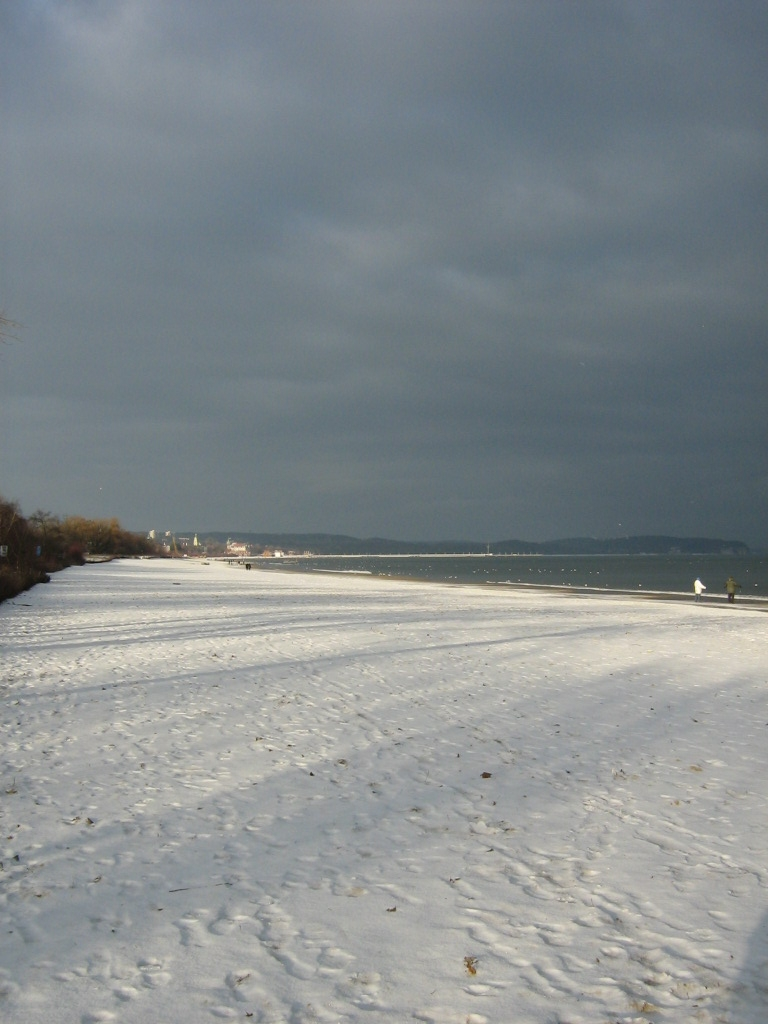
Plaża jelitkowska zimą
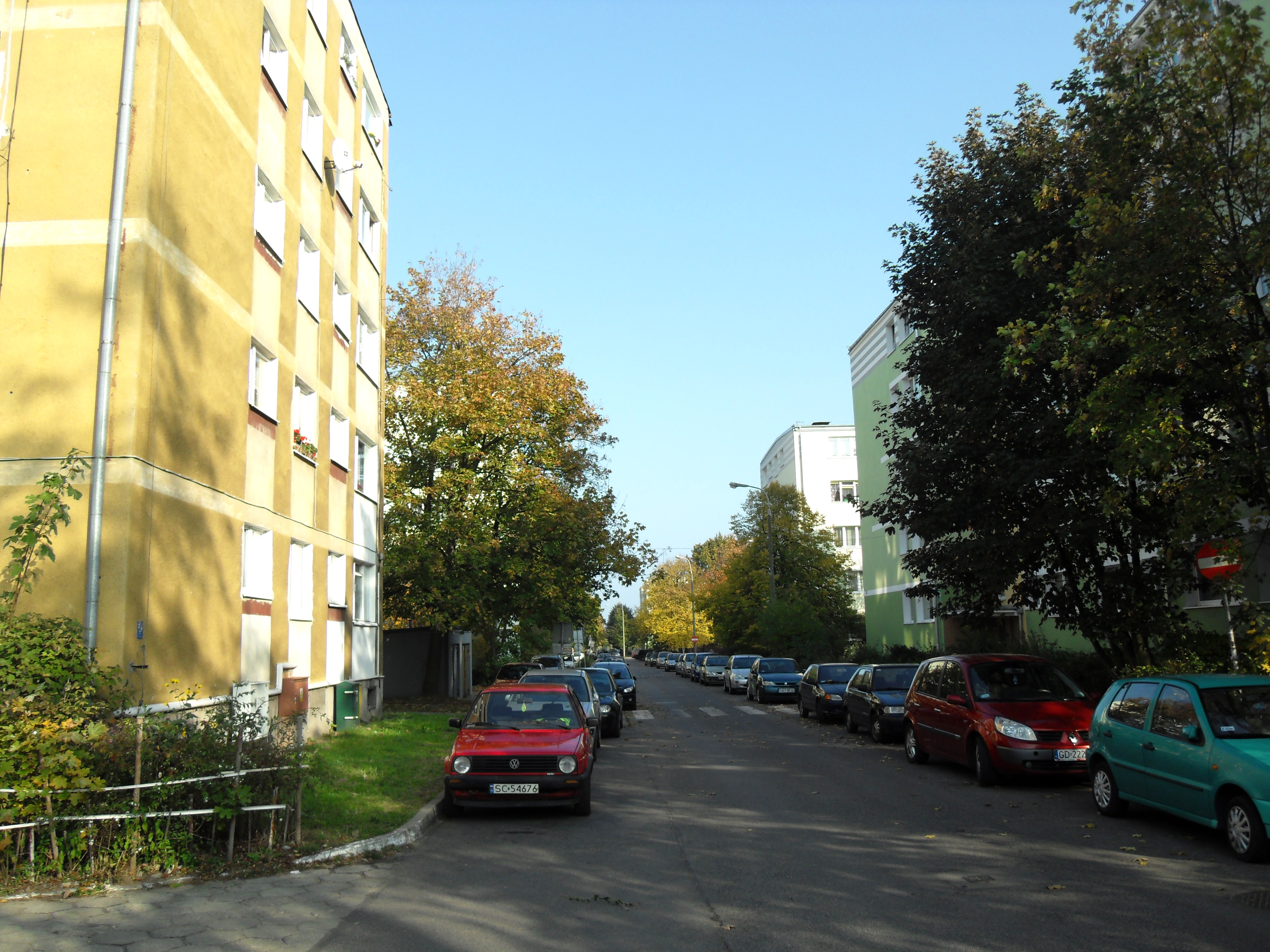
Osiedle Tysiąclecia
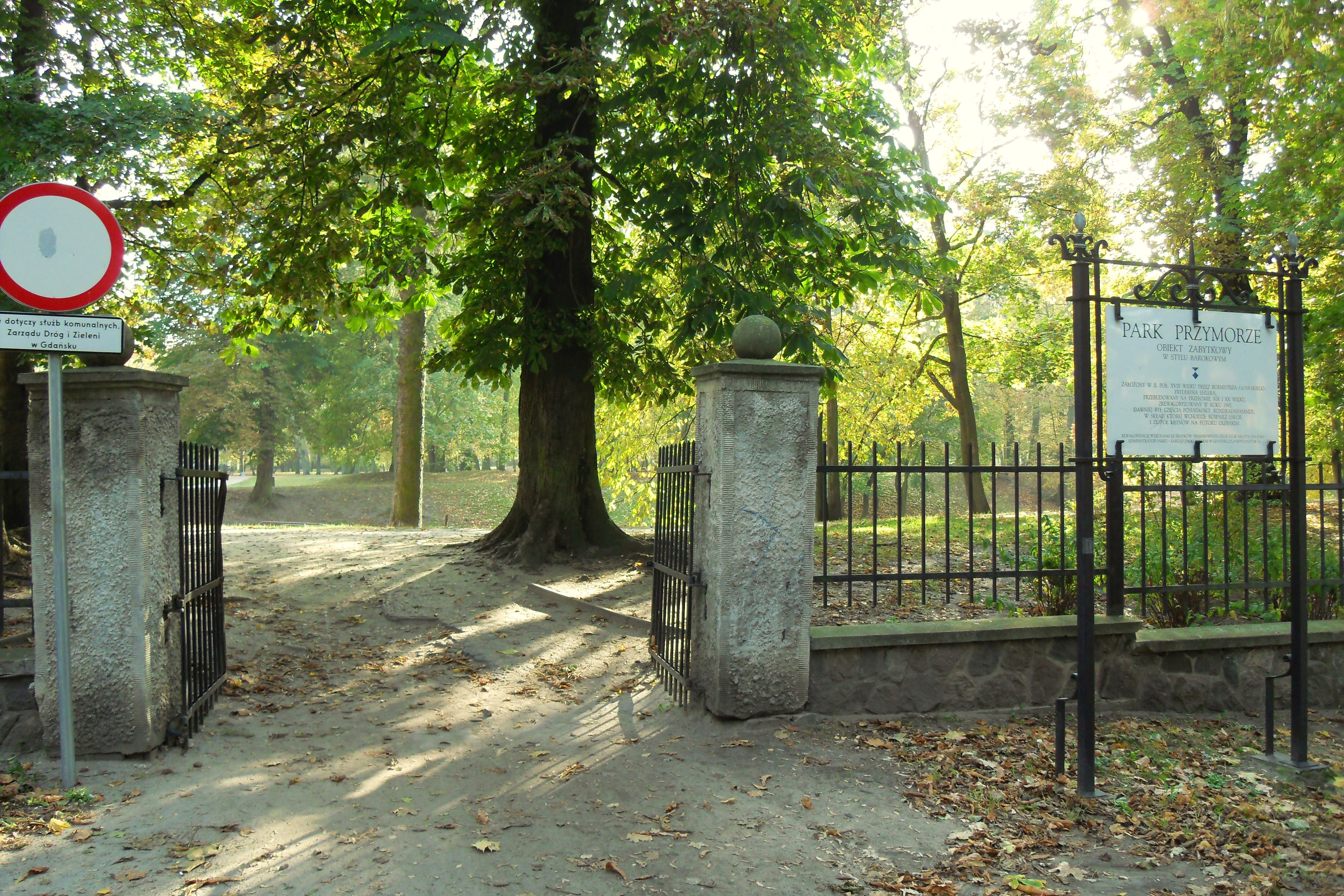
Park Przymorze